# NGC 3264
NGC 3264 (również PGC 31125 lub UGC 5719) – magellaniczna galaktyka spiralna z poprzeczką (SBm), znajdująca się w gwiazdozbiorze Wielkiej Niedźwiedzicy. Odkrył ją John Herschel 9 lutego 1831 roku.